# 18930 Athreya
18930 Athreya è un asteroide della fascia principale. Scoperto nel 2000, presenta un'orbita caratterizzata da un semiasse maggiore pari a 2,8401768 UA e da un'eccentricità di 0,0038918, inclinata di 2,01040° rispetto all'eclittica.